# Бим, Джейкоб Динли
Джейкоб Динли Бим (англ. Jacob Dyneley Beam; 24 марта 1908 — 16 августа 1993) — американский карьерный дипломат. Эксперт по вопросам европейской политики; владел русским, французским, немецким, польским и сербским языками.

## Биография
Бим родился в Принстоне, штат Нью-Джерси. Его отец был профессором немецкого языка и литературы в Принстонском университете. В 1929 году Бим-младший получил степень бакалавра в Принстоне, после чего поступил на работу в дипломатическую службу США .
Его первым постом стало назначение в Женеву, где он контролировал вопросы, связанные с деятельностью Лиги Наций, и занимал должность вице-консула с 1931 по 1934 год. Затем он был командирован в Берлин и служил третьим секретарём в посольстве США с 1934 по 1940 год. Во время Второй мировой войны он служил вторым секретарём посольства в Лондоне, после войны регулярно бывал в Германии.
С 1949 по 1951 год Бим был советником посольства США в Индонезии; с 1951 по 1952 год занимал такую же должность в Югославии.
В 1952-1953 гг. исполнял обязанности главы дипломатической миссии в Москве.
В 1953-1957 гг. занимал пост руководителя Центрально-европейского отдела (англ. Central European Division) и отдела политического планирования в Государственном департаменте.
В 1957—1961 гг. он был послом США в Польше. Важность этого назначения состояла в том, что в этот период польские власти были единственным официальным каналом связи США с коммунистическим Китаем.
С 1966 по 1969 год служил послом в Чехословакии, где стал свидетелем событий периода Пражской весны и советского вторжения в страну.
14 марта 1969 года Бим был назначен послом США в Советском Союзе. Он вручил верительные грамоты 18 апреля 1969 года и занимал этот пост до 24 января 1973 года, на начальном этапе разрядки напряжённости.
После ухода в отставку Бим публично выступал и писал статьи на советскую тематику и по вопросам контроля над вооружениями.
В 1974-1977 гг. Бим был директором радиостанции «Свободная Европа».
Автор воспоминаний Multiple Exposure: An Ameriсan Ambassador’s Unique Perspecive in East-West Issues (1978). Книга, по мнению одного из рецензентов, была «написана хорошо, несмотря на пожизненную принадлежность автора к числу бюрократов». Воспоминания охватывают период с 1947 по 1973 год.
Бим скончался в Роквилле, штат Мэриленд от инсульта. С 1952 года был женат на Маргарет Глэссфорд (Margaret Glassford). Их сын — журналист Алекс Бим (Alex Beam).